# Frank O. Horton
Frank Ogilvie Horton (* 18. Oktober 1882 in Muscatine, Muscatine County, Iowa; † 17. August 1948 in Sheridan, Wyoming) war ein US-amerikanischer Politiker. Von 1939 bis 1941 vertrat er den Bundesstaat Wyoming im US-Repräsentantenhaus.

## Frühe Jahre
Nach der Grundschule besuchte Horton bis 1899 die Morgan Park Military Academy in Illinois. Danach studierte er bis 1903 an der University of Chicago. Seine Studienzeit wurde durch den Spanisch-Amerikanischen Krieg unterbrochen, an dem Frank Horton im Jahr 1898 als einfacher Soldat teilnahm. Im Jahr 1905 zog er nach Saddlestring in Wyoming, wo er sich mit der Viehzucht befasste.

## Politischer Aufstieg
Frank Horton wurde Mitglied der Republikanischen Partei. Zwischen 1921 und 1923 war er Abgeordneter im Repräsentantenhaus von Wyoming, von 1923 bis 1931 gehörte er dem Staatssenat an. 1931 war er Präsident dieses Gremiums. In den Jahren 1928 und 1936 war er Delegierter zu den jeweiligen Republican National Conventions, auf denen Herbert C. Hoover und Alf Landon als Präsidentschaftskandidaten der Republikaner nominiert wurden. Bei den Kongresswahlen des Jahres 1938 wurde Horton gegen den Amtsinhaber Paul Ranous Greever ins US-Repräsentantenhaus gewählt. Dort absolvierte er zwischen dem 3. Januar 1939 und dem 3. Januar 1941 eine Legislaturperiode. Im Jahr 1940 scheiterte seine geplante Wiederwahl. Sein Sitz ging an John J. McIntyre, den Kandidaten der Demokratischen Partei.

## Weiterer Lebenslauf
Nach dem Ende seiner Zeit im Kongress widmete sich Frank Horton wieder seinen geschäftlichen Interessen in Saddlestring. Dort war er inzwischen Besitzer der HF Bar Ranch. Er starb im August 1948 und wurde in Buffalo beigesetzt.